# CS-27
Die CS-27 (Abkürzung für Certification Specifications 27) ist die für Klein-Hubschrauber (engl.: „Small Rotorcraft“) bis zu 3.175 Kilogramm und bis zu neun Passagieren anzuwendende Bau- und Zulassungsvorschrift, herausgegeben von der Europäische Agentur für Flugsicherheit (EASA). Der Vorgänger dieser Bestimmungen waren die JAR-27. Die in den USA gleichbedeutenden Vorschriften sind die FAR-27.
Hubschrauber dieser Kategorie sind als Beispiel die Robinson R22 sowie auch die Bell 429.